# Габрє-под-Шпилком
Габрє-под-Шпилком (словен. Gabrje pod Špilkom) — поселення в общині Луковиця, Осреднєсловенський регіон, Словенія. 
Висота над рівнем моря: 765,2 м.